# Brömsebäck
Brömsebäck är en 23 kilometer lång å, som i sin helhet bildar landskapsgräns mellan Småland och Blekinge. Före 1658 utgjorde Brömsebäck riksgräns mellan Sverige och Danmark.
Bäcken rinner upp vid byn Gåsamåla och kallades i sitt översta lopp förr Gåsaström. Nu heter den övre hälften Landabäcken. Namnet kan syfta på ”landmärke”, dvs. gränsmärke. Den nedersta delen heter Brömsebäck, men hette ursprungligen bara Brims eller Bröms.  Namnet är bildat till den fornsvenska insektsbeteckningen brims, broms (Tabanidæ), och syftade på en likhet mellan dess surr och bäckens ljud. Namnet förlängdes till Brendsen eller Brömsan. 
En halvmil från kusten gör bäcken en bukt och där anlades 1899 en station på Östra Blekinge Järnväg. Den fick namnet Brömsebro. En kilometer från bäckens utlopp gick den gamla kustvägen över ån i en medeltida bro, Brömsebro. Där slöts Brömsebrofreden 1645, då Danmark avträdde Jämtland, Härjedalen, Gotland och Halland till Sverige.  På södra sidan av bron ligger byn Bröms.
Vid Brömsebäcks utlopp i Östersjön låg tidigare en dansk försvarsborg, Brömsehus, troligen anlagd av Valdemar Atterdag på 1300-talet. Av den finns bara gräsbevuxna kullar kvar, Brömsevall.